# Барглув-Косьцельны
Ба́рглув-Косьце́льны (устар. Баргловъ, Бол. Барглово; пол. Bargłów Kościelny) — деревня в Польше, входит в состав Августовского повята Подляского воеводства. Административный центр гмины Барглув-Косьцельны. Находится на автодороге 61, примерно в 13 км к юго-западу от города Августов. В 2009 году население составляло 800 человек (414 мужчин и 386 женщин).
В деревне есть костёл Воздвижения Креста Господня, построенный в 1883 году в неоготическом стиле.